# Concepción del Oro
Concepción del Oro è una municipalità dello stato di Zacatecas, nel Messico centrale, il cui capoluogo è la omonima località.
Conta 12.803 abitanti (2010) e ha una estensione di 2.583,98 km².